# Chiajna
Chiajna è un comune della Romania di 8 162 abitanti, ubicato nel distretto di Ilfov, nella regione storica della Muntenia. 
Il comune è formato dall'unione di tre villaggi: Chiajna, Dudu, Roșu.
Secondo la maggior parte degli studiosi, il nome del comune viene da Chiajna, moglie di Mircea Ciobanul, Principe del XVI secolo, e figlia del voivoda Petru IV Rareș (quindi nipote di Ștefan cel Mare).

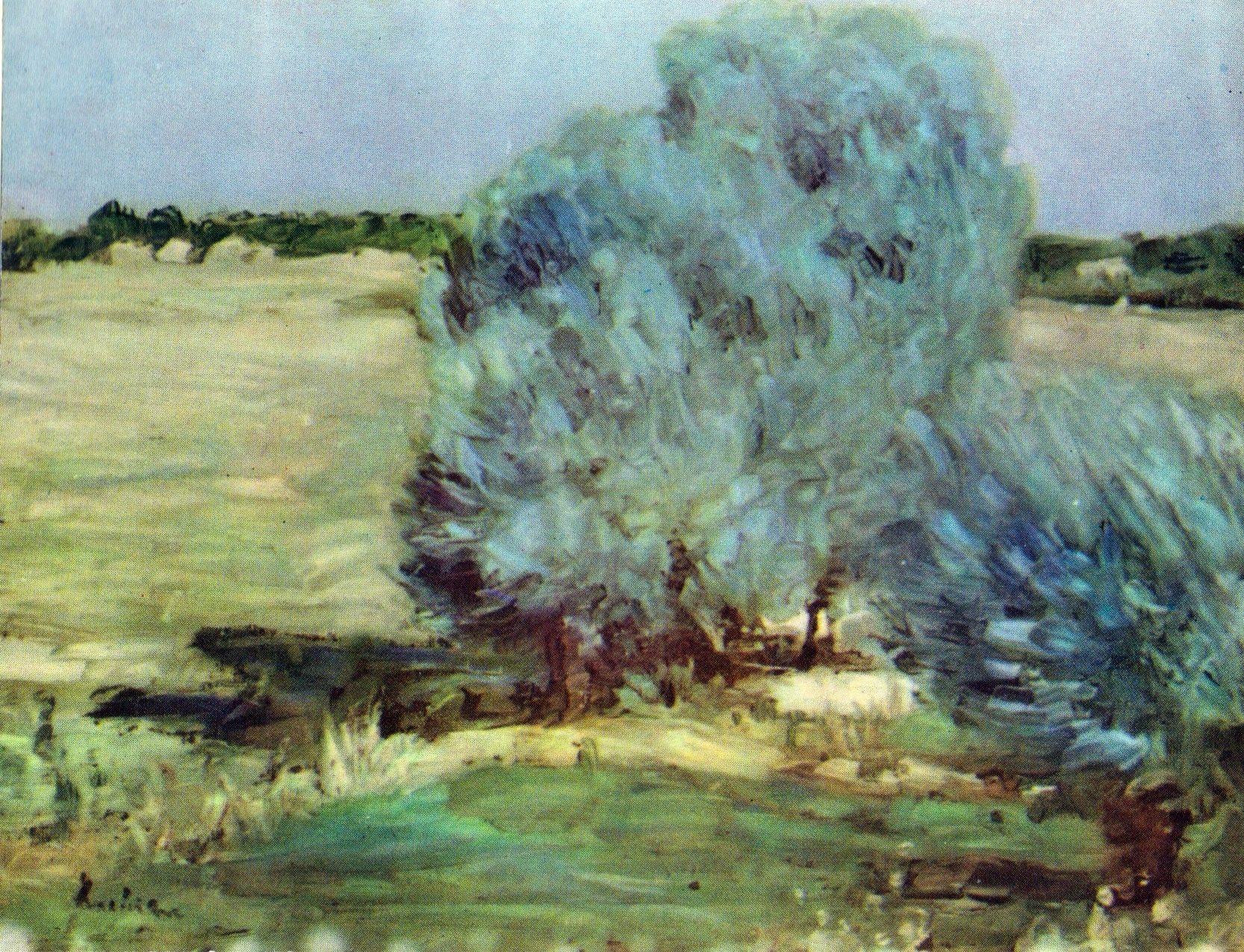
Immagine di Chiajna in un quadro di Ștefan Luchian

## Sport

### Calcio
La squadra principale della città è il Club Sportiv Concordia Chiajna.